# زیگفرید آدولف کومر
زیگفرید آدولف کومر (زاده ۲۴ سپتامبر ۱۸۹۹ – مرگ ۱۹۷۷) عارف و پاگان آلمانی بود. شهرت او به خاطر تسلط او بر پاگانیسم بود و در زمان جنگ جهانی دوم به همراه فردریش برنهارد ماربی، به دلیل استفاده غیرمجاز از علم غیب زندانی شدند.

## زندگی
کومر و فردریش برنهارد ماربی در گزارشی که به هاینریش هیملر داده شده بود با ذکر نامشان توسط جادوگر و طالع بین هیملر (کارلا ماریا ویلیگوت) مورد انتقاد واقع شده بودند. گودریک کلارک می‌گوید که ویلیگوت با توجه به قدرتی در زمینه مسائل دینی و جادویی به عنوان مشاور هیملر داشت، کومر و ماربی را به خاطر مسخره کردن میراث مقدس آریایی مورد انتقاد قرار داد و این انتقادها ممکن است به برخورد خشن با ماربی در زمان رایش سوم منجر شده باشد با این حال سرنوشت او نامعلوم است. تنها یک گزارش وجود دارد که فرار او از آلمان نازی و پناهنده شدن در آمریکای جنوبی را نشان می‌دهد.
در سال ۱۹۲۷، کومر یک مدرسه جادوگری را بنیان نهاد که در آن رقص و آوازهای پاگانی تدریس می‌شد. کومر بر این باور بود که با استفاده از تمرین‌های او می‌توان موج‌های موجود در جهان را نظم بخشید، و هرکس به این ایده باور نداشته باشد، هرگز امکان تشخیص این موج‌ها را نخواهد داشت، چرا که خون آنها با خون نژادهای بیگانه آمیخته شده است و در نتیجه با جهان ناسازگار شده‌اند.